# Tlaky
Tlaky nebo ramenní tlaky je silové cvičení s mnoha variacemi. Obvykle se provádí ve stoje, nohy, spodní záda a břišní svaly udržují pouze rovnováhu. Cvičení pomáhá budovat svalovou hmotu ramen.

## Vybavení
Tlaky je možné provést s mnoha typy zátěže:
- Činka
- Jednoručka
- Kettlebell[3]